# Jelsk (stacja kolejowa)
Jelsk (biał. Ельск, ros. Ельск) – stacja kolejowa w miejscowości Jelsk, w rejonie jelskim, w obwodzie homelskim, na Białorusi. Leży na linii Żłobin - Mozyrz - Korosteń.